# Jürgen Grabowski
Pour les articles homonymes, voir Grabowski.
Jürgen Grabowski, né le 7 juillet 1944 à Wiesbaden et mort dans la même ville le 10 mars 2022, est un footballeur allemand, qui évoluait au poste de milieu offensif. 
Grabowski a fait ses débuts dans des clubs de sa ville natale entre 1952 et 1965. Il fait sa première apparition avec l'équipe d'Allemagne amateur, en 1965, ce qui lui vaut d'attirer les dirigeants de l'Eintracht Francfort, qui le recrutent la même année. Il y fera toute sa carrière professionnelle (quinze saisons de 1965 à 1980), et y jouera 526 matchs pour 137 buts, devenant ainsi un joueur emblématique du club de Francfort-sur-le-Main. Il y aura décroché trois trophées : deux Coupes d'Allemagne (1974 et 1975) et une Ligue Europa (1980). Il aura également entraîné l'Eintracht Frankfurt en 1977 et en 1983, par intérim.
Recruté en 1965 par l'Eintracht Francfort pour son match avec l'équipe d'Allemagne amateur, Grabowski a joué quatre matchs avec l'équipe A en 1966 et termine finaliste de la Coupe du monde, battu par l'Angleterre. De 1967 à 1969, Grabowski n'est pas sélectionné en équipe première, mais en 1967, l'équipe espoirs le fait jouer un match. Il fait son retour dans l'équipe A en février 1970 et participe à sa deuxième Coupe du monde, où il finit troisième. 
Il remporte son premier titre international en 1972 quand l'Allemagne de l'Ouest gagne l'Euro 1972. Sur sa lancée, Grabowski remporte la Coupe du monde de 1974 en battant les Pays-Bas en finale. C'est cette année-là qu'il met un terme à sa carrière internationale, avec un bilan de 44 matchs pour 5 buts, un Championnat d'Europe et une Coupe du monde.

## Biographie
Grabowski découvre le football au SV Biebrich 1919 puis au FV Biebrich (en), deux clubs de Wiesbaden. En 1965, alors qu'il fait ses débuts en équipe d'Allemagne amateur, il est recruté par le grand club local, l'Eintracht Francfort où ses débuts sont remarquables. D'abord attaquant, il s'y reconvertit progressivement comme ailier ou comme milieu de terrain offensif, faisant parler sa polyvalence. En mai 1966 il fait ses débuts en équipe nationale d'Allemagne de l'Ouest et se trouve appelé pour la Coupe du monde quelques semaines plus tard, où il assiste (sans jouer du tournoi) à la finale perdue par ses compatriotes.
Grabowski réalise toute sa carrière professionnelle au sein de l'Eintracht, dont il est un élément essentiel. Alors qu'il n'a pas connu de nouvelle sélection depuis octobre 1966, Grabowski y fait son retour en février 1970 et participe dans la foulée à sa 2e Coupe du monde, organisée au Mexique. Il y joue cette fois cinq rencontres, dont la célèbre demi-finale perdue face à l'Italie (4-3 a. p.). Il remporte finalement la Coupe du monde en 1974. Comme Franz Beckenbauer et Wolfgang Overath, il participe alors à sa troisième coupe du monde.
Outre la Coupe du monde 1974, il remporte le Championnat d'Europe des nations en 1972. Comme Overath et Gerd Müller, il prend sa retraite internationale après la finale de Coupe du monde contre les Pays-Bas. Il a été sélectionné à 44 reprises et a marqué cinq buts.
Avec son club, il remporte finalement ses premiers titres, avec la Coupe d'Allemagne en 1974 et 1975, et surtout la Coupe UEFA 1979-1980. Il arrête sa carrière de footballeur professionnel en 1980, après avoir été blessé par Lothar Matthäus. 
Il réalise deux intérims comme entraîneur à la tête de l'Eintracht Francfort, en 1977 et 1983.

## Palmarès
Avec l'Allemagne
- Vainqueur de la Coupe du monde 1974
- Finaliste de la Coupe du monde 1966
- Troisième de la Coupe du monde 1970
- Vainqueur du Championnat d'Europe des nations 1972

Avec l'Eintracht Francfort
- Vainqueur de la Coupe UEFA en 1980
- Vainqueur de la Coupe d'Allemagne en 1974 et 1975
- Vainqueur de la Coupe des Alpes en 1967
- Vainqueur de l’International football cup en 1967

## Statistiques individuelles
| Saison                | Club                  | Championnat           | Championnat | Championnat | Coupe(s) nationale(s) | Coupe(s) nationale(s) | Compétition(s) continentale(s) | Compétition(s) continentale(s) | Compétition(s) continentale(s) | Total | Total |
| Saison                | Club                  | Division              | M.          | B.          | M.                    | B.                    | Comp.                          | M.                             | B.                             | M.    | B.    |
| 1965-1966             | Eintracht Francfort   | Bundesliga            | 27          | 10          | 1                     | 0                     | -                              | -                              | -                              | 28    | 10    |
| 1966-1967             | Eintracht Francfort   | Bundesliga            | 29          | 7           | -                     | -                     | C3                             | 7                              | 1                              | 36    | 8     |
| 1967-1968             | Eintracht Francfort   | Bundesliga            | 17          | 3           | -                     | -                     | C3                             | 1                              | 0                              | 18    | 3     |
| 1968-1969             | Eintracht Francfort   | Bundesliga            | 30          | 8           | 2                     | 2                     | C3                             | 4                              | 1                              | 36    | 11    |
| 1969-1970             | Eintracht Francfort   | Bundesliga            | 32          | 8           | 1                     | 0                     | -                              | -                              | -                              | 33    | 8     |
| 1970-1971             | Eintracht Francfort   | Bundesliga            | 34          | 3           | 4                     | 1                     | -                              | -                              | -                              | 38    | 4     |
| 1971-1972             | Eintracht Francfort   | Bundesliga            | 26          | 8           | 1                     | 1                     | -                              | -                              | -                              | 27    | 9     |
| 1972-1973             | Eintracht Francfort   | Bundesliga            | 27          | 11          | 2                     | 0                     | C3                             | 1                              | 0                              | 30    | 11    |
| 1973-1974             | Eintracht Francfort   | Bundesliga            | 32          | 9           | 4                     | 2                     | -                              | -                              | -                              | 36    | 11    |
| 1974-1975             | Eintracht Francfort   | Bundesliga            | 33          | 13          | 8                     | 3                     | C2                             | 4                              | 0                              | 45    | 16    |
| 1975-1976             | Eintracht Francfort   | Bundesliga            | 34          | 10          | 4                     | 2                     | C2                             | 8                              | 3                              | 46    | 15    |
| 1976-1977             | Eintracht Francfort   | Bundesliga            | 34          | 6           | 6                     | 4                     | -                              | -                              | -                              | 40    | 10    |
| 1977-1978             | Eintracht Francfort   | Bundesliga            | 34          | 9           | 4                     | 2                     | C3                             | 8                              | 4                              | 46    | 15    |
| 1978-1979             | Eintracht Francfort   | Bundesliga            | 27          | 4           | 4                     | 1                     | -                              | -                              | -                              | 31    | 5     |
| 1979-1980             | Eintracht Francfort   | Bundesliga            | 25          | 0           | 4                     | 1                     | C3                             | 7                              | 0                              | 36    | 1     |
| Total sur la carrière | Total sur la carrière | Total sur la carrière | 441         | 109         | 45                    | 19                    | -                              | 40                             | 9                              | 526   | 137   |

| Année | Matchs | Buts |
| ----- | ------ | ---- |
| 1966  | 4      | 0    |
| 1967  | 0      | 0    |
| 1968  | 0      | 0    |
| 1969  | 0      | 0    |
| 1970  | 12     | 1    |
| 1971  | 9      | 2    |
| 1972  | 2      | 0    |
| 1973  | 7      | 0    |
| 1974  | 10     | 2    |
| Total | 44     | 5    |